# Marguerite Soubeyran

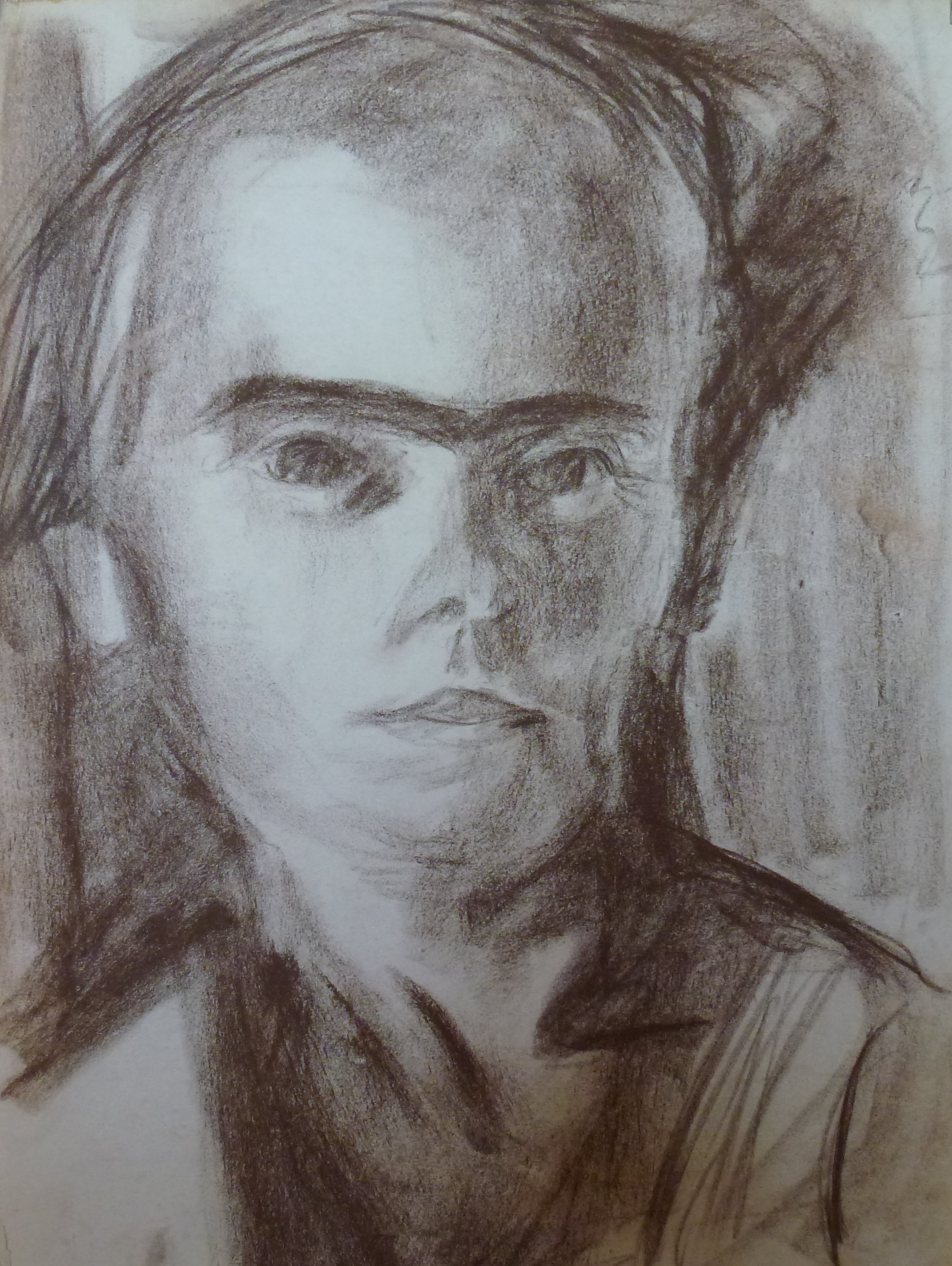
Retrato da Marguerite Soubeyran (para 1943-1945) (Evelyn Marc (fr)).

Marguerite Soubeyran (Dieulefit, 29 de Abril de 1894 — Dieulefit, 14 de Novembro de 1980) foi uma enfermeira e pedagoga, co-fundadora com Catherine Krafft da École de Beauvallon, em Dieulefit.

## Biografia
Descendente de uma antiga família protestante de Dieulefit, filha de Ovide Soubeyran e de Marie Poulin, a quinta criança filha do casal, depois de quatro rapazes. O seu pai era um quadro administrativo na fábrica têxtil Morin.
Começou por fazer o curso de enfermagem, em Paris, na escola da Rue Amiot, período durante o qual criou uma rede amizades que incluía, entre outros, Jeanne Rivard, Madeleine Arcens, Alice Beaumet, a psicanalista Blanche Reverchon, esposa de Pierre Jean Jouve, e Claire Bertrand, esposa do pintor Willy Eisenschitz. Conservou esta relação durante toda a sua vida.
Tendo adoecido e estando sem recursos, regressou a Dieulefit, onde se apercebeu da falta de de um estabelecimento de repouso com a necessária qualidade. Com o apoio dos seus irmão, transforma uma quinta pertença da família numa casa de repouso e convalescença, a Pension des Tilleuls, no lugar de Beauvallon, que abre as suas portas em 1917. Tem como colaboradora a sua amiga Jeanne Rivard, que assegura a direcção da instituição enquanto Marguerite se ausenta para Genebra, em 1927, com o objectivo de obter uma formação no Institut Jean-Jacques Rousseau que lhe permitisse ocupar-se de crianças com dificuldades.
Em Genebra conhece Catherine Krafft e decidem criar em França uma escola que ensinasse segundo os modelos pedagógicos da Escola Nova, escolhendo para tal Dieulefit e o lugar de Beauvallon.
Conseguem fundar em 1929 a École de Beauvallon, destinada a colher crianças com dificuldades de aprendizagem (caractériels) e propicionar-lhes um ensino estruturado de acordo com as grandes linhas pedagógicas do movimento da éducation nouvelle.
Durante a Segunda Guerra Mundial, abrigou na escola crianças judias enviadas pela Œuvre de secours aux enfants. Por essa razão Marguerite Soubeyran foi designada como Juste parmi les nations em 1969.
Adoptou duas crianças, um rapaz e uma rapariga: Fernand Soubeyran (Dadou) e Claudine Soubeyran. Faleceu em 1980 em Dieulefit.